# رمال سمر

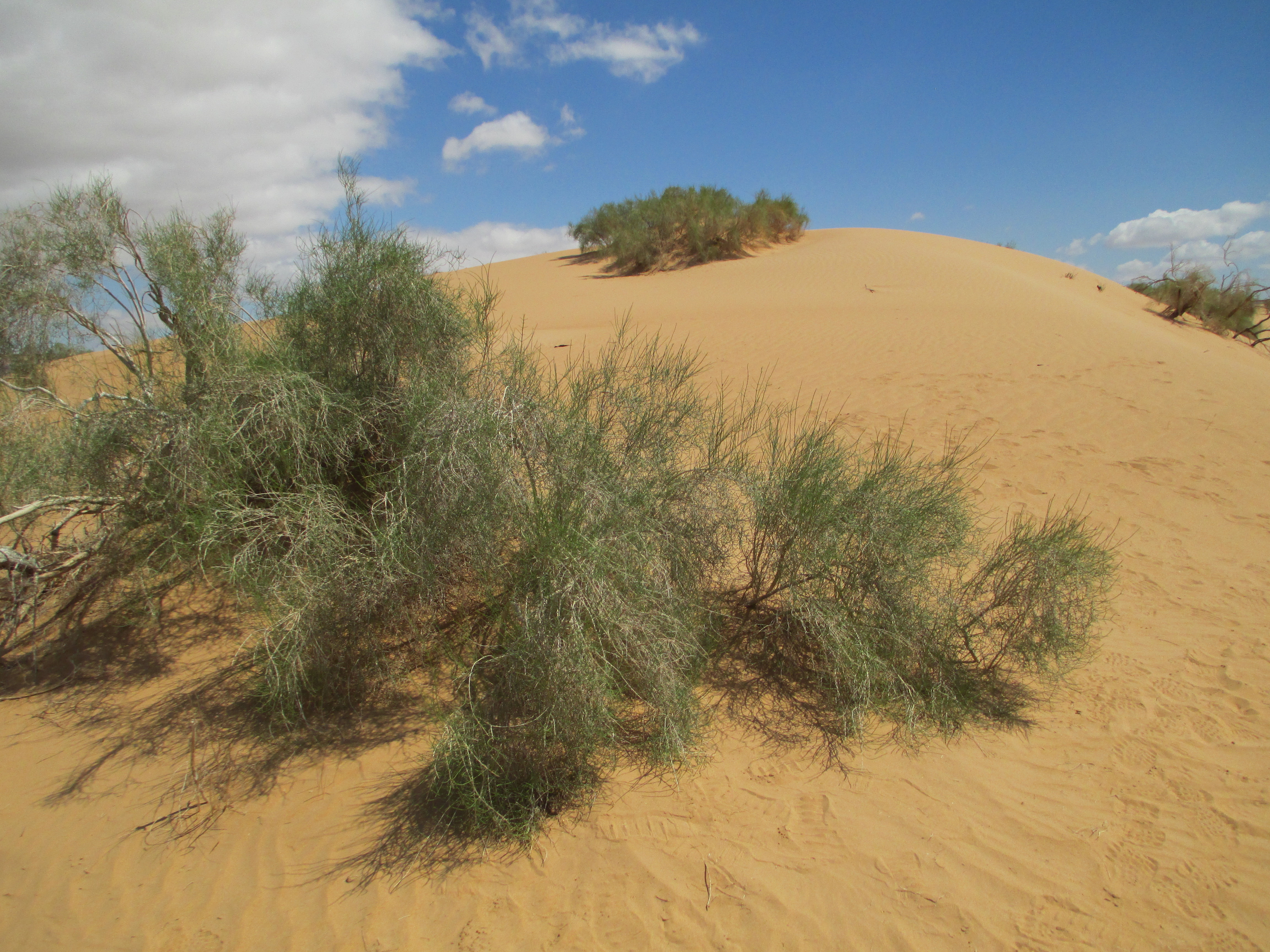
المحمية الطبيعية رمال سمر في وادي عربة

رمال سَمَر أو الكثبان الرملية سمر، يقتبس اسم «سمر» من نبات ينمو في وادي عربة وبالقرب من البحر الميت. هي فسحة من الكثبان الرملية في منطقة وادي عربة جنوب إسرائيل.امتدت مساحتها في الماضي إلى 7 كيلومترات مربعة، وتقلصت هذه المساحة إلى 2.3 كيلومتر مربع إثر استخدامها للزراعة وتعدين الرمال فيها. وفي السنوات الأخيرة، اطلقوا نشطاء حماية البيئة وسكان المنطقة حملة للحفاظ على ما تبقى من الكثبان الرملية.

## خلفية
تقع رمال سمر بالقرب من كيبوتس سمر في جنوب إسرائيل، على بعد 30 كيلومترًا شمال إيلات. كانت في الماضي جزءًا من شبكة أكبر من الكثبان الرملية، الا ان تقسيمها إلى بساتين نخيل ومحاصيل أخرى، بالإضافة إلى التلوث الصادر عن المصانع واستخراج الرمال على نطاق واسع لدعم مشاريع البناء في إيلات، قللت جميعها من الكثبان الرملية في المنطقة على نحو جسيم. منذ معاهدة السلام الإسرائيلية عام 1994 مع الأردن، التي وضعت الكثبان الرملية المجاورة على الجانب الأردني من الحدود، تعتبر رمال سمر آخر الكثبان الرملية المتبقية على الجانب الإسرائيلي من وادي عربة، مما يشكل موطنًا فريدًا وقيما للكائنات التي تعيش في الصحراء. أما اليوم، من بين سبعة كيلومترات مربعة من الكثبان الرملية التي كانت، بقيت هناك 2.3 كيلومترات مربعة فقط.

## تشكلها
تشكلت الكثبان الرملية السمرية على مدى آلاف السنين، إثر تفتت حبات حجر النوبة الرملي من وادي تيمنا، حملته الرياح جنوبًا وشرقًا باتجاه البركة الجافة في منطقة يوتفاتا. مع مرور الوقت، شكلت العوامل الريحية في تشكيلات الكثبان المستقرة.

## البيئة
اكتشف باحثون إسرائيليون في جامعة حيفا، بالتعاون مع أكاديميين الأردنيين، أدلة تشير إلى أن الكائنات الحية التي تقطن رمال سمر لها تركيبة وراثية فريدة. في عام 2010، حدد الباحثون الأنواع التي لم يسبق تصنيفها من قبل من العناكب تعيش في رمال سمر وهي الأكبر من نوعها في الشرق الأوسط. بالإضافة إلى حيوانات أخرى، مثل قطط الرمل، التي تجولت في الماضي في محيط الكثبان الرملية وانقرضت. ووفقا للسكان المحليين، فقد حلت الحيوانات المفترسة مثل الذئاب والثعالب والثيران، التي تزدهر بسبب سهولة الحصول على الغذاء الذي توفره التنمية الزراعية المتزايدة، محل الكائنات الأكثر حساسية التي تتكيف بشكل فريد مع البيئات القاسية.

## جهود الحفظ
وفي تشرين الثاني 2008، قدم الاتحاد الإسرائيلي حماية البيئة لالتماسًا إلى محكمة في بئر السبع لمنع خطة جديدة قدمتها إدارة الأراضي الإسرائيلية لاستئناف استخراج الرمال في سمر. وقال الاتحاد إن هناك بدائل مجدية لتعدين رمال سمر، وأن الرمال المتوفرة على أي حال لن تستمر لأكثر من خمس إلى سبع سنوات. وبعد أن قررت المحكمة أنه لا يوجد أساس قانوني لمطالب الاتحاد، قدم استئناف إلى المحكمة العليا. وفي كانون الثاني 2011، رفضت المحكمة العليا الطعن، مما ترك مصير الرمال في يد مجلس التخطيط والبناء في المنطقة الجنوبية. وقد اقترحت شركة إيويد تقديم مواقع بديلة لتعدين الرمل، ولكن المقاول الذي فاز بطلب إدارة الأراضي رفض المقترح.
في أيار 2011، أطلق التحالف الصهيوني الأخضر ومقره نيويورك والحركة الخضراء التي تتخذ من إسرائيل مقرا لها حملة مشتركة للحفاظ على سمر من خلال التماس عام جنبا إلى جنب مع محاولة لجمع ما يكفي من المال لإعادة حقوق التنمية إلى الكثبان الرملية والحفاظ على منطقة كحديقة وطنية. وتهدف الحملة إلى جمع مليون شيكل، منها أكثر من 130 ألف شيكل تم التعهد بها حتى سبتمبر 2011.
وفي أكتوبر 2011، قدمت المنظمات البيئية والسكان المحليين التماسا إلى رئيس إدارة الأراضي المعين حديثا، وحثه على تعليق خططه للسماح بالجرافات على الكثبان الرملية.
في كانون الثاني 2012، دمرت الجرافات ثلث الكثبان الرملية، والمنظمات البيئية التي تعمل على إنقاذ سمر بقيادة التحالف الصهيوني الأخضر، والحركة الخضراء، وجمعية حماية الطبيعة في إسرائيل، والاتحاد الإسرائيلي للدفاع البيئي نجحت في إنقاذ ما تبقى من ثلثي الكثبان الرملية في سمر، والتي ستحافظ عليها الدولة كبرية ومنطقة ترفيهية.